# Miconia nigripes
Miconia nigripes är en tvåhjärtbladig växtart som beskrevs av Célestin Alfred Cogniaux och Henry Allan Gleason. Miconia nigripes ingår i släktet Miconia och familjen Melastomataceae.
Artens utbredningsområde är Colombia. Inga underarter finns listade i Catalogue of Life.